# Clasville
Clasville è un comune francese di 269 abitanti situato nel dipartimento della Senna Marittima, nella regione della Normandia.

## Storia

### Simboli
Lo stemma è stato creato nel dicembre del 2015.

## Società

### Evoluzione demografica
Abitanti censiti